# Protesto estudantil

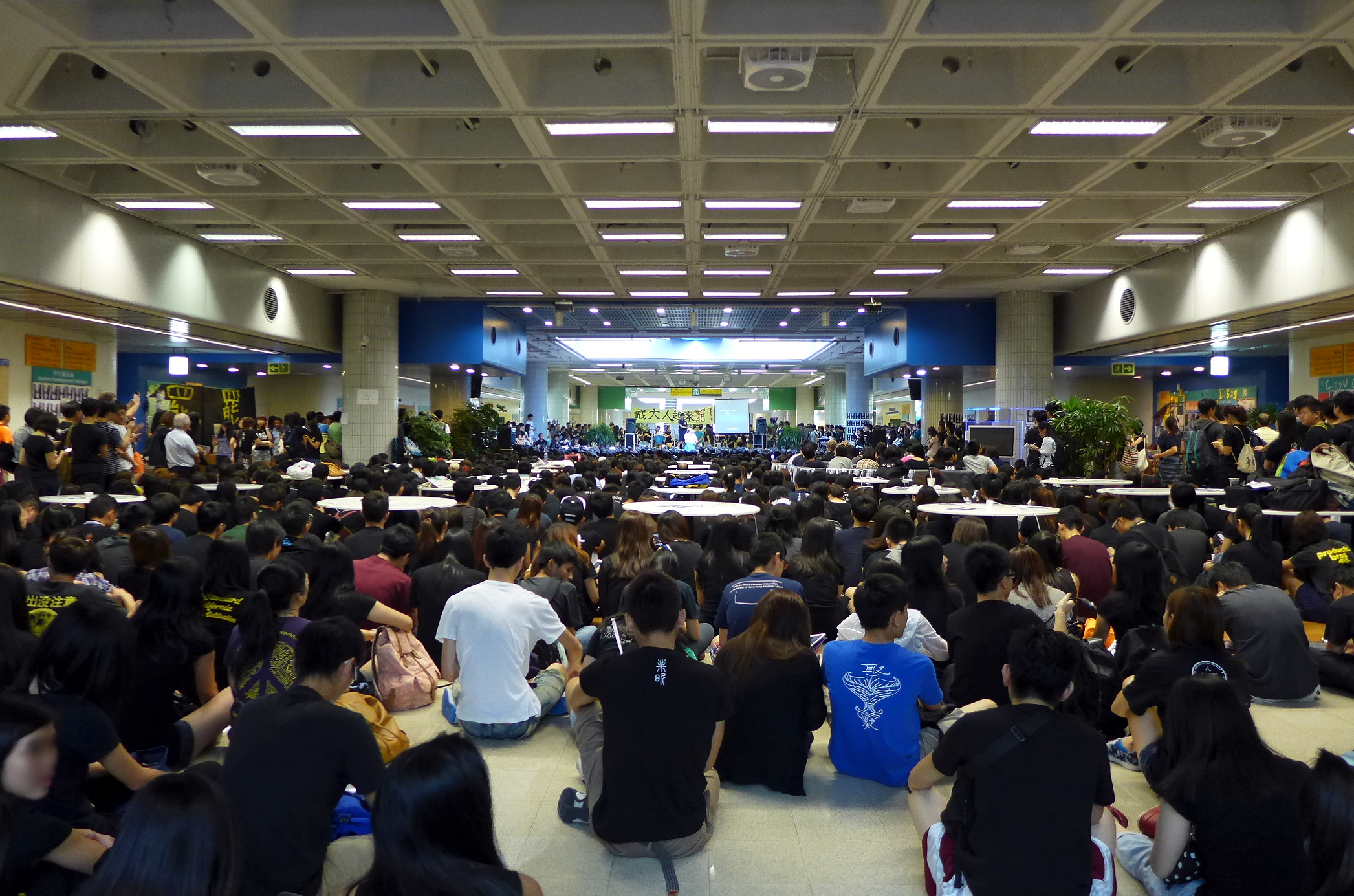
Estudantes da Universidade da Cidade de Hong Kong organizam protestos de 2014 contra o bloqueio das reformas eleitorais

Protesto estudantil é uma forma de ativismo estudantil que ocorre em forma de protesto nos campi universitários. Esses protestos abrangem uma ampla gama de atividades que indicam a insatisfação dos estudantes com uma determinada questão política ou acadêmica e a mobilização para comunicar essa insatisfação às autoridades (universitárias, civis ou ambas) e à sociedade em geral e, com sorte, remediar o problema. As formas de protesto incluem, mas não estão limitadas a: protestos, ocupações de edifícios universitários, greves, etc. As formas mais extremas incluem suicídio, como o caso dos protestos de Jan Palach e Jan Zajíc contra o fim da Primavera de Praga e o protesto de Kostas Georgakis contra a junta grega de 1967-1974. 

## História
No Ocidente, os protestos estudantis, como as greves, datam dos primeiros dias das universidades na Idade Média, sendo algumas das primeiras a greve da Universidade de Oxford em 1209.
Manifestações estudantis mais generalizadas ocorreram na Europa do século XIX, por exemplo na Rússia Imperial.